# جوتفريد كيللر
جوتفريد كيللر (بالألمانية: Gottfried Keller) هو كاتب وشاعر سويسري في الأدب الألماني. ولد عام 1819 في زيورخ، ومات عام 1890 في المدينة نفسهاعن 71 عاما.ولد كيلر ابنا لنجار وعاش طفولته وصباه في فقر كان يريد أن يصبح رساماً إلا أن موهبته اتجهت إلى التأليف. وفي الفترة من 1848 حتى 1850 درس في هايدلبرغ حيث تعرف على الفيلسوف لودفيج فيورباخ الذي كان له أثر كبير عليه. وفي الفترة من عام 1861 حتى 1876 أصبح كاتباً حكومياً في إقليم زيورخ.

## أعماله
- هاينريش الأخضر Der grüne Heinrich [الألمانية] (رواية في أربعة أجزاء، ظهرت الصيغة الأولى منها 1856 والثانية 1880/1879).
- ناس من سلدفيلا «Leute von Seldwyla» (مجموعة أقاصيص، ظهر الجزء لأول منها عام 1856 والثاني عام عام 1874/1873).
- أقاصيص من زيورخ «Züricher Novellen» (عام 1879/1878).
- قصيدة المعنى «Das Sinngedicht».
- الثياب تصنع الناس Kleider machen Leute [الألمانية].

## روابط خارجية
- جوتفريد كيللر على موقع IMDb (الإنجليزية)
- جوتفريد كيللر على موقع الموسوعة البريطانية (الإنجليزية)
- جوتفريد كيللر على موقع ألو سيني (الفرنسية)
- جوتفريد كيللر على موقع ميوزك برينز (الإنجليزية)
- جوتفريد كيللر على موقع قاعدة بيانات الأفلام السويدية (السويدية)
- جوتفريد كيللر على موقع ديسكوغز (الإنجليزية)
- جوتفريد كيللر على موقع قاعدة بيانات الفيلم (الإنجليزية)
- جوتفريد كيللر على موقع كينوبويسك (الروسية)